# Zdenko Jurilj
Zdenko Jurilj (Široki Brijeg, 1972.) je hrvatski novinar, scenarist i redatelj iz Bosne i Hercegovine.

## Životopis
Studirao je povijest i novinarstvo. Dugogodišnji je novinar-reporter Večernjeg lista. U novinarskoj karijeri izvještavao je o različitim događajima s područja jugoistočne Europe. Kao redatelj i scenarist radi u produkciji Kadar iz Širokog Brijega.
Za film Dom dobio je posebnu nagradu u kategoriji dokumentarnog filma na 23. sarajevskom filmskom festivalu. Godine 2017. snimio je dugometražni dokumentarni film Bijeli put koji govori o humanitarnom konvoju za Novu Bilu iz 1993. godine. 
Član je Udruženja filmskih radnika BiH.

## Filmografija[1]
- "Spori jahači", dokumentarni film (2001.)
- "Let iznad minskog polja", kratki dokumentarni film (2010.)
- "3 dana", dugometražni dokumentarni film (2011.)
- "U iščekivanju južine", dokumentarni film (2012.)
- "Pacijent", kratki dokumentarni film (2013.)
- "Bolnica Inkognito", dugometražni dokumentarni film (2014.)
- "Hercegovina", kratki dokumentarni film (2015.)
- "Da capo", dokumentarni film (2015.)
- "Bijeli put", dugometražni dokumentarni film (2017.)
- "Dom", dugometražni dokumentarni film (2017.)

## Vanjske poveznice
- Zdenko Jurilj u internetskoj bazi filmova IMDb-u (engl.)